# Irmo (South Carolina)
Irmo ist eine Kleinstadt (town) im Lexington County und Richland County des US-Bundesstaates South Carolina. Sie ist eine Vorstadt von Columbia. Das U.S. Census Bureau hat bei der Volkszählung 2020 eine Einwohnerzahl von 11.569 ermittelt.
Irmo wurde am Heiligabend des Jahres 1890 als Reaktion auf die Eröffnung der Columbia, Newberry und Laurens Railroad gegründet. Der Name Irmo ergab sich aus der Kombination der Namen von Captain C.J. Iredell und Henry Moseley, zwei wichtigen Persönlichkeiten bei der Gründung der Stadt. Trotz des Wachstums der Stadt hat Irmo kein eigentliches Stadtzentrum. Vielmehr besteht sie aus mehreren Clustern von Vorstadtvierteln und Gewerbegebieten.

## Demografie
Nach einer Schätzung von 2019 leben in Irmo 12.483 Menschen. Die Bevölkerung teilte sich im selben Jahr auf in 60,9 % Weiße, 33,9 % Afroamerikaner, 1,3 % Asiaten und 2,7 % mit zwei oder mehr Ethnizitäten. Hispanics oder Latinos aller Ethnien machten 3,4 % der Bevölkerung aus. Das mittlere Haushaltseinkommen lag bei 66.313 US-Dollar und die Armutsquote bei 9,1 %.

## Persönlichkeiten
- Jalin Hyatt (* 2001), American-Football-Spieler